# Regelbau 112

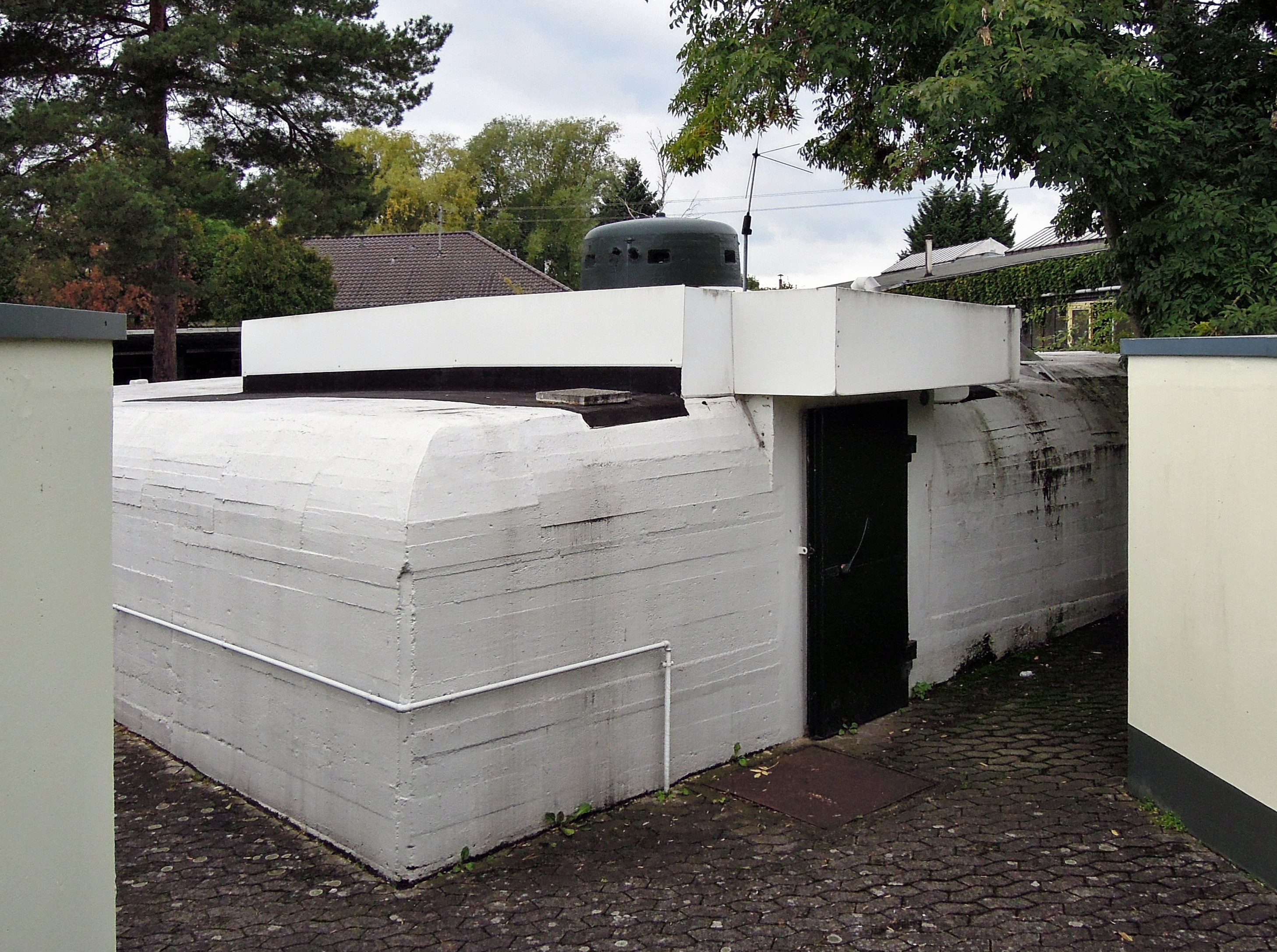
Casemate de type Regelbau 112 construite en 1939 sur la ligne Siegfried.

La casemate de type Regelbau 112 est une casemate répondant au standard regelbau. Sa mission est de servir de poste de combat avec une tourelle équipée de 6 embrasures.
Elle était destinée à la Heer.

## Construction

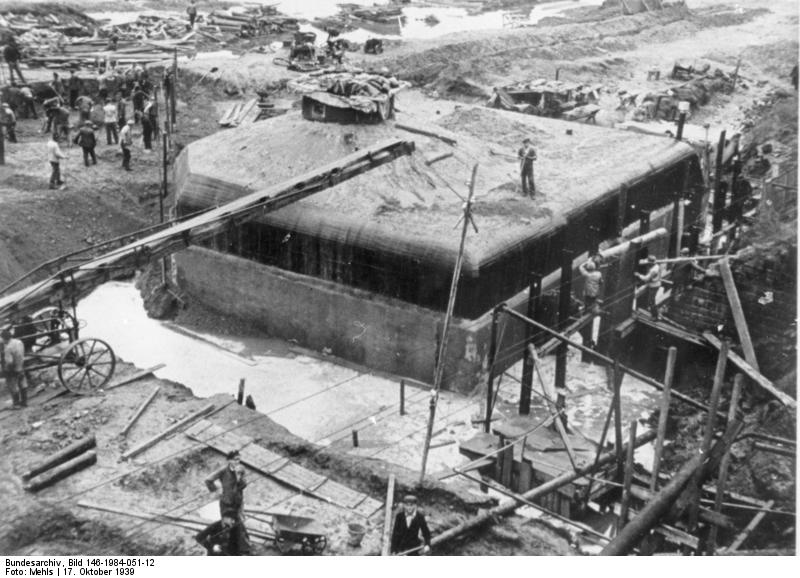
Construction d'une casemate de type Regelbau 112 sur la ligne Siegfried à Dilligen.

Sa construction nécessitait la coulée de 660 m3.

## Architecture
Elle est composée d'un poste de combat surmonté d'une tourelle percée de 6 embrasures.

## Exemplaires

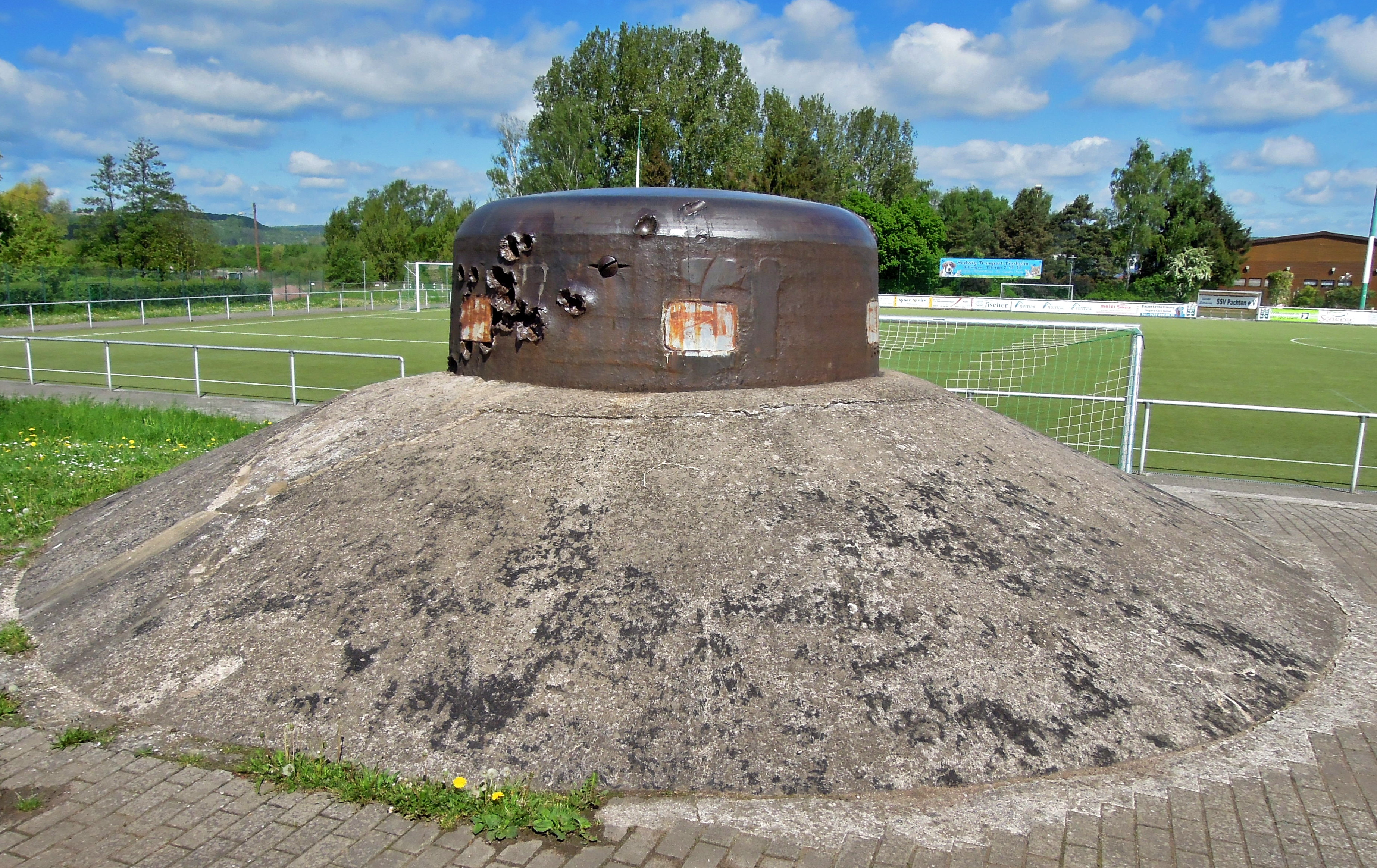
Tourelle d'une casemate de type Regelbau 112 à Dillingen.

Plusieurs exemplaires sont présents sur les vestiges de la ligne Siegfried.